# NGC 5972
NGC 5972 (другие обозначения — UGC 9946, MCG 3-40-16, ZWG 107.18, PGC 55684) — галактика в созвездии Змея.
Этот объект входит в число перечисленных в оригинальной редакции «Нового общего каталога».